# 대한민국 민법 제435조
대한민국 민법 제435조는 보증인과 주채무자의 취소권 등에 대한 민법 채권법 조문이다.

## 조문
제435조(보증인과 주채무자의 취소권 등) 주채무자가 채권자에 대하여 취소권 또는 해제권이나 해지권이 있는 동안은 보증인은 채권자에 대하여 채무의 이행을 거절할 수 있다.

第435條(保證人과 主債務者의 取消權 等) 主債務者가 債權者에 對하여 取消權 또는 解除權이나 解止權이 있는 동안은 保證人은 債權者에 對하여 債務의 履行을 拒絶할 수 있다.

## 참고 문헌
- 오현수, 일본민법, 진원사, 2014. ISBN 9788963463452
- 오세경, 대법전, 법전출판사, 2014 ISBN 9788926210277
- 이준현 , LOGOS 민법 조문판례집, 미래가치, 2015. ISBN 9791155020869